# Grenat de gadolinium-gallium
Le grenat de gadolinium-gallium (généralement désigné par GGG, pour gadolinium gallium garnet) est un grenat synthétique généralement incolore de formule chimique Gd3Ga5O12 possédant de bonnes propriétés optiques, mécaniques et thermiques. Il cristallise dans le système cubique et possède une masse volumique de 7,08 g·cm-3 ainsi qu'une dureté variant selon les auteurs de 6.5 à 7.5 sur l'échelle de Mohs.
Il possède diverses applications optiques et magnéto-optiques et peut être utilisé comme substrat pour la croissance de couches de grenat de fer et d'yttrium par épitaxie.